# Sextner Rotwand

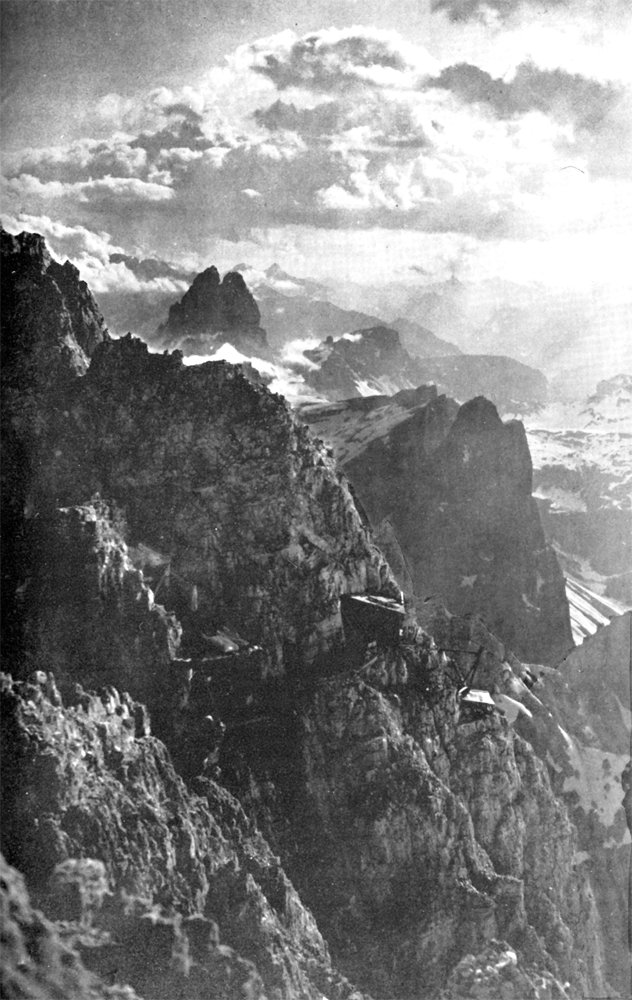
Österreichische Stellung in der Rotwand

Die Sextner Rotwand (auch Sextener Rotwand geschrieben, italienisch Croda Rossa di Sesto) ist ein Berg mit einer Höhe von 2965 m s.l.m. als östlicher Eckpfeiler der Sextner Dolomiten südlich von Sexten. Sie wird auch Zehner genannt, nach ihrer Position im Kranz der Gipfel der Sextner Sonnenuhr.

## Geschichte

### Erstbesteigung
Die Erstbesteigung erfolgte am 20. Juli 1878 durch (den Bergführer) Michel Innerkofler und Roland von Eötvös (Loránd Eötvös).

### Gebirgskrieg 1915–1918
Im Gebirgskrieg 1915–1918 war das Gebiet der Rotwand heftig und verlustreich umkämpft; im Gipfelbereich finden sich auch noch heute Reste von Kriegskavernen und -schrott. Ihre Bedeutung gewann die Rotwand für die Österreicher besonders als Flankensicherung gegen einen Einbruch der Italiener über den Kreuzbergpass. Bereits im Juli 1915 errichteten Soldaten des Bayerischen Leibregiments auf der Rotwandscharte eine Artilleriestellung. Den Gipfel hielten die Standschützen der Akademischen Legion bis zuletzt, auch nachdem die Italiener die Andertalpenscharte bzw. Sentinella-Scharte am 16. April 1916 erobert hatten. Im österreichischen Abwehrkampf hatten sich besonders die Gebrüder Christl (gef. 9. Juli 1917) und Vinzenz Vinatzer (gef. 1. September 1917) hervorgetan. Am 19. Oktober 1917 kam es zu Aktionen der Österreicher als Ablenkung von den Vorbereitungen der 12. Isonzo-Schlacht.

## Lage und Umgebung
Das Bergmassiv liegt in exponierter Lage zwischen Fischleintal und Sextental im Naturpark Drei Zinnen. Wesentliche, vom Tal aus sichtbare Gipfel sind der Wurzbach (2675 m) und der Prater (2745 m). Das Gipfelkreuz der Sextner Rotwand liegt in einer Höhe von 2936 m. Der Hauptgipfel und höchster Punkt ist der Vinatzerturm (2965 m). Vorgelagerte Felsformationen sind die Rotwandköpfe (bis 2345 m) und der Burgstall (2168 m).

## Routen zum Gipfel

### Klettersteige
Die Route Sextener Rotwandsteig startet von den Rotwandwiesen, die von Sexten/Moos leicht mittels Gondellift erreicht werden können. Zunächst nutzt man den Gamssteig bis zum nördlichen und niedrigsten Ausläufer der Rotwandköpfe. Hier startet der als leichter Klettersteig (A/B) eingestufte Aufstieg über den Grat der Rotwandköpfe. Helm, und für Anfänger und Kinder komplette Klettersteigausrüstung wird empfohlen. Über eine steile Felsstufe erreicht man das Kar des Wurzbachgipfels (2675 m), der über Geröll, weitere kleine Felsstufen und auch im Sommer noch vorhandene Schneefelder ostseitig zu bis einem Sattel, von dem ein Abstieg zur Anderteralm oder Übergang zur Elferscharte möglich ist, umgangen wird. Von hier aus besteht auch die Gelegenheit zum Aufstieg zum Wurzbachgipfel. Zur Sextner Rotwand wendet man sich ostwärts bis zur Anderter Scharte (2698 m) zwischen Prater (2745 m) und der Sextner Rotwand. Der Aufstieg zum Gipfelkreuz erfolgt dann steil über sehr lockeres Geröll. Der Abstieg kann auf demselben Weg erfolgen, wobei alternativ ein Abstieg über die Anderteralm oder eine Steilrinne unterhalb des Wurzbachgipfels in Richtung Burgstall möglich sind. Für den Aufstieg müssen 4 h, für den Abstieg 2,5 h eingeplant werden.
Eine zweite südliche Route kann von der Bertihütte ausgehen: der teilweise recht ausgesetzte und mittelschwere Klettersteig Via ferrata Mario Zandonella oder kurz Via ferrata Zandonella (Schwierigkeitsgrad C), bei dem für alle Begeher komplette Klettersteigausrüstung und Helm empfohlen wird. Der Aufstieg geht zunächst durch das Popera-Tal in Richtung Sentinellascharte, wobei der Weg zum Gipfel kurz vorher als sehr steiler Klettersteig in Richtung Norden über die Zandonellascharte abzweigt. Der Abstieg erfolgt auf demselben Weg oder über den Sextener Rotwandsteig.

## Bilder

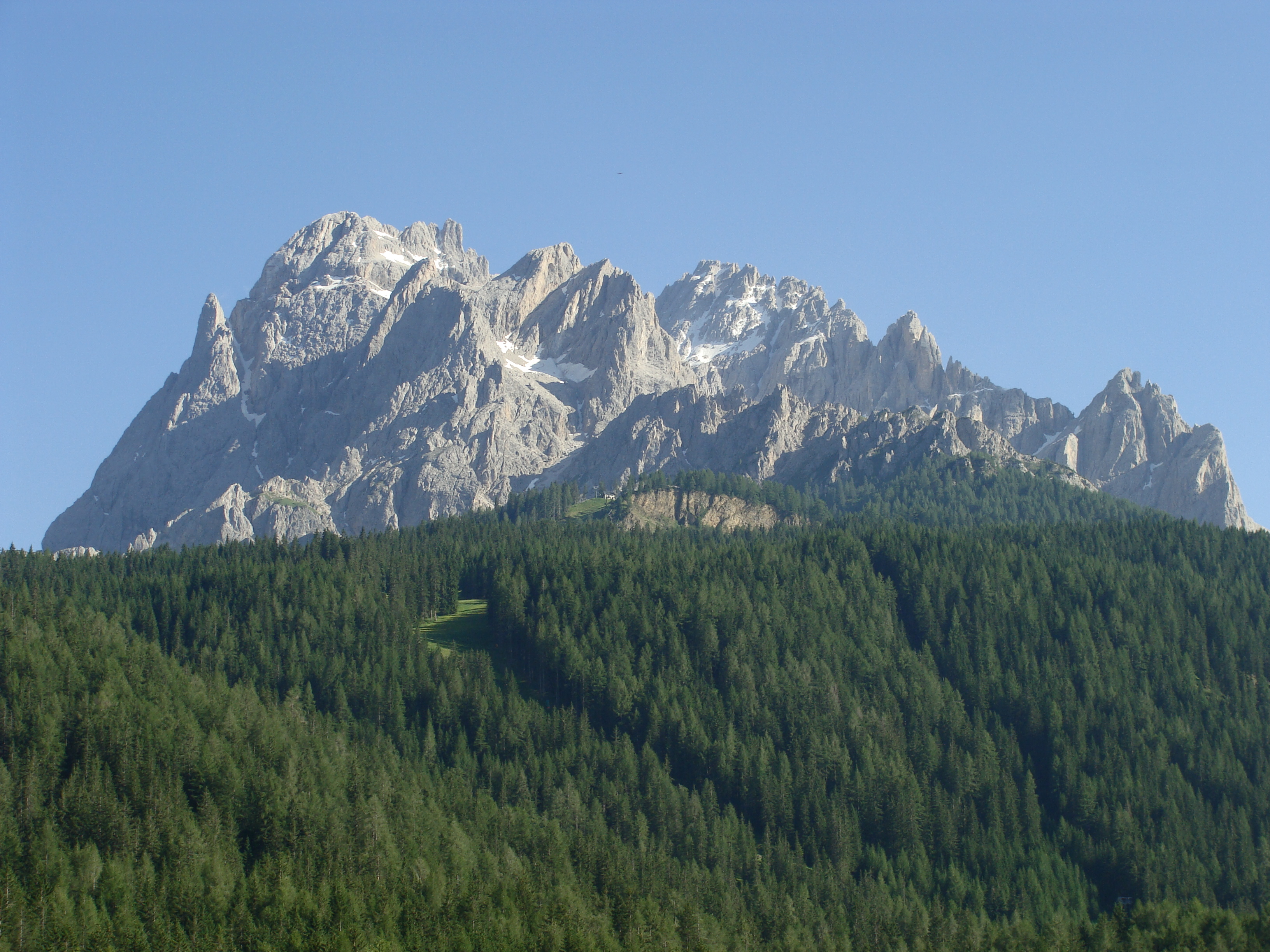
Sextner Rotwand (Nordseite) und Elferkofel (Hintergrund), Blick von Sexten/Moos
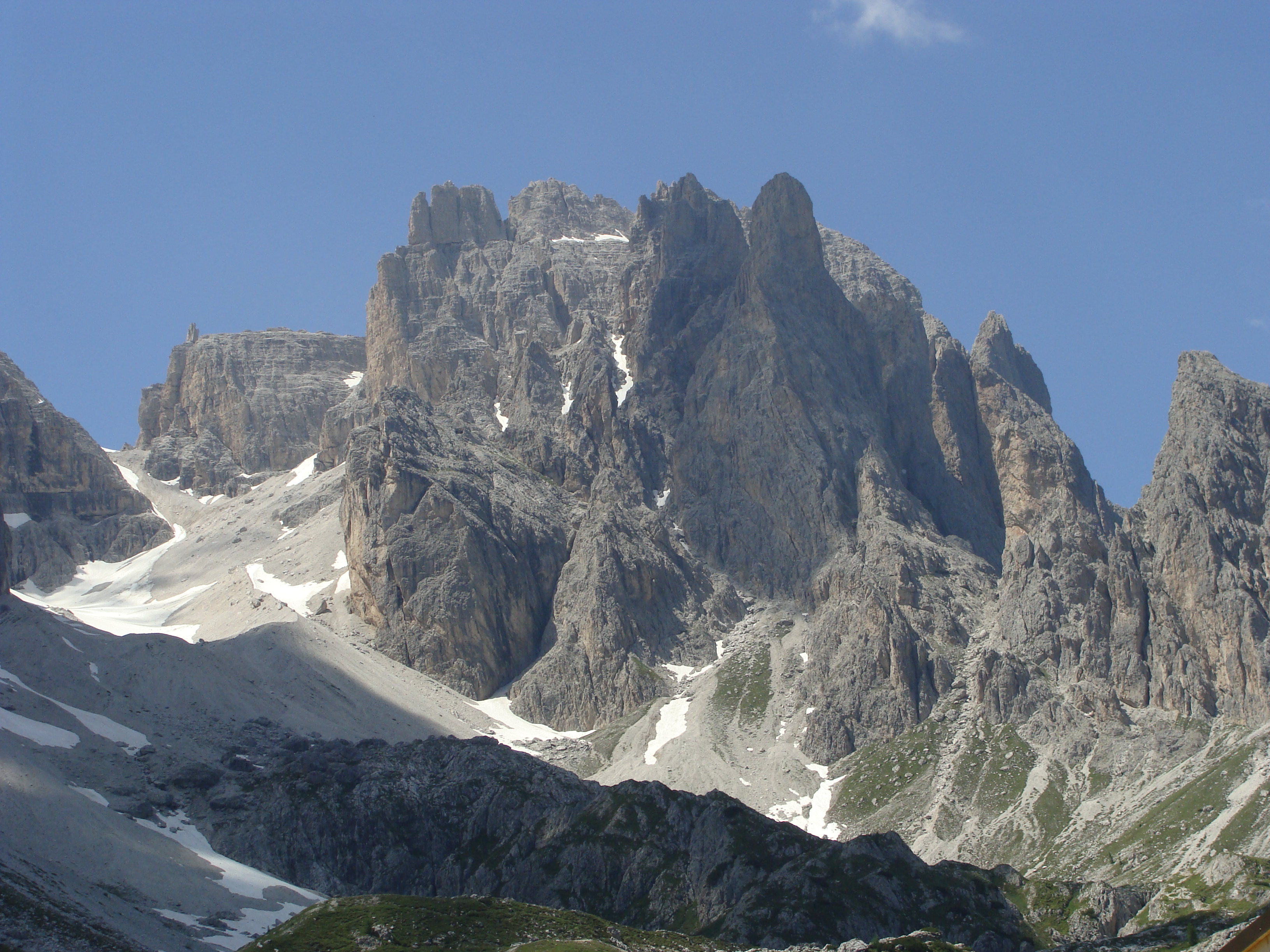
Sextner Rotwand (Südseite) mit Poperatal und Sentinellascharte (links)
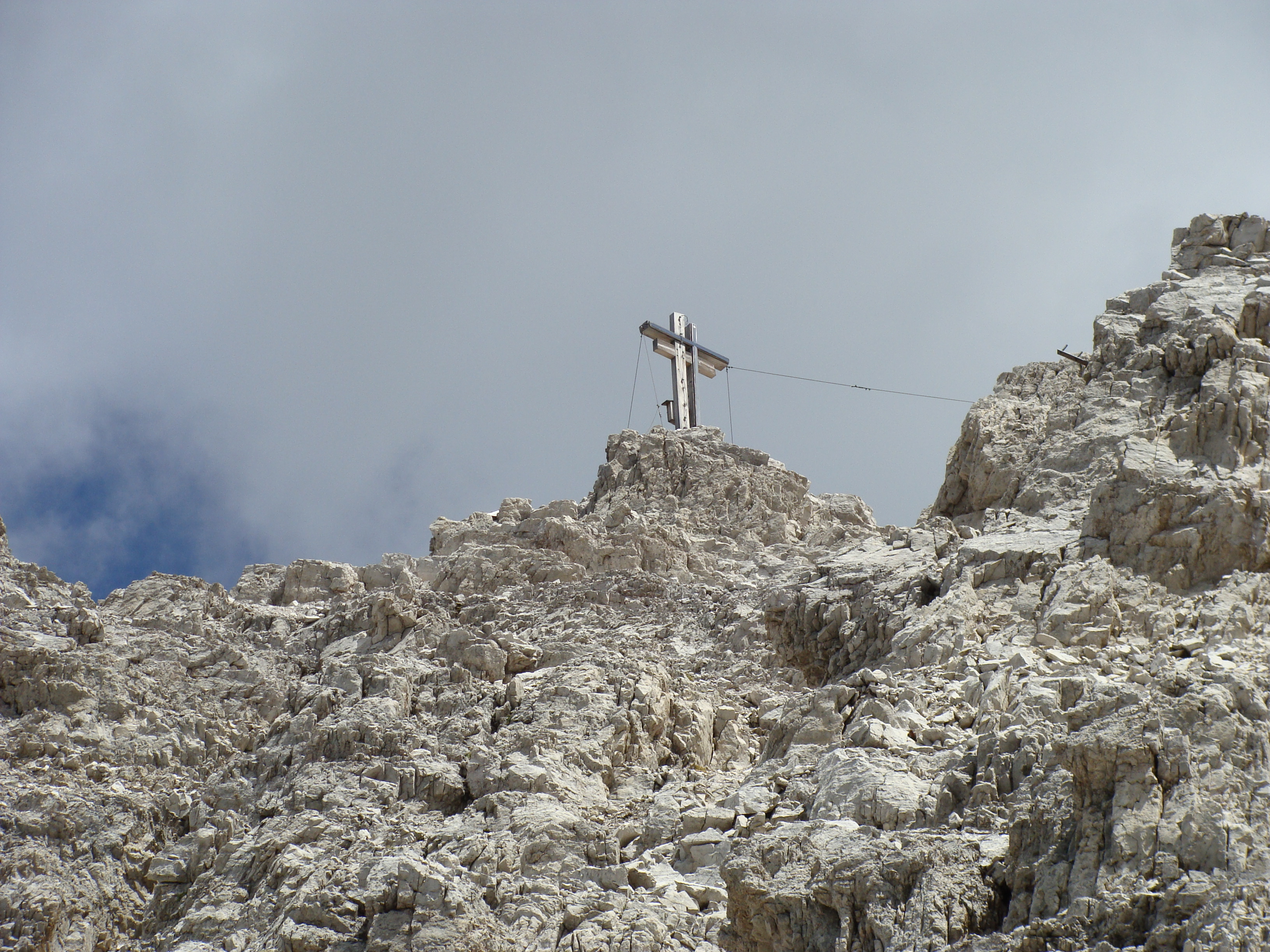
Sextner Rotwand, Gipfelkreuz
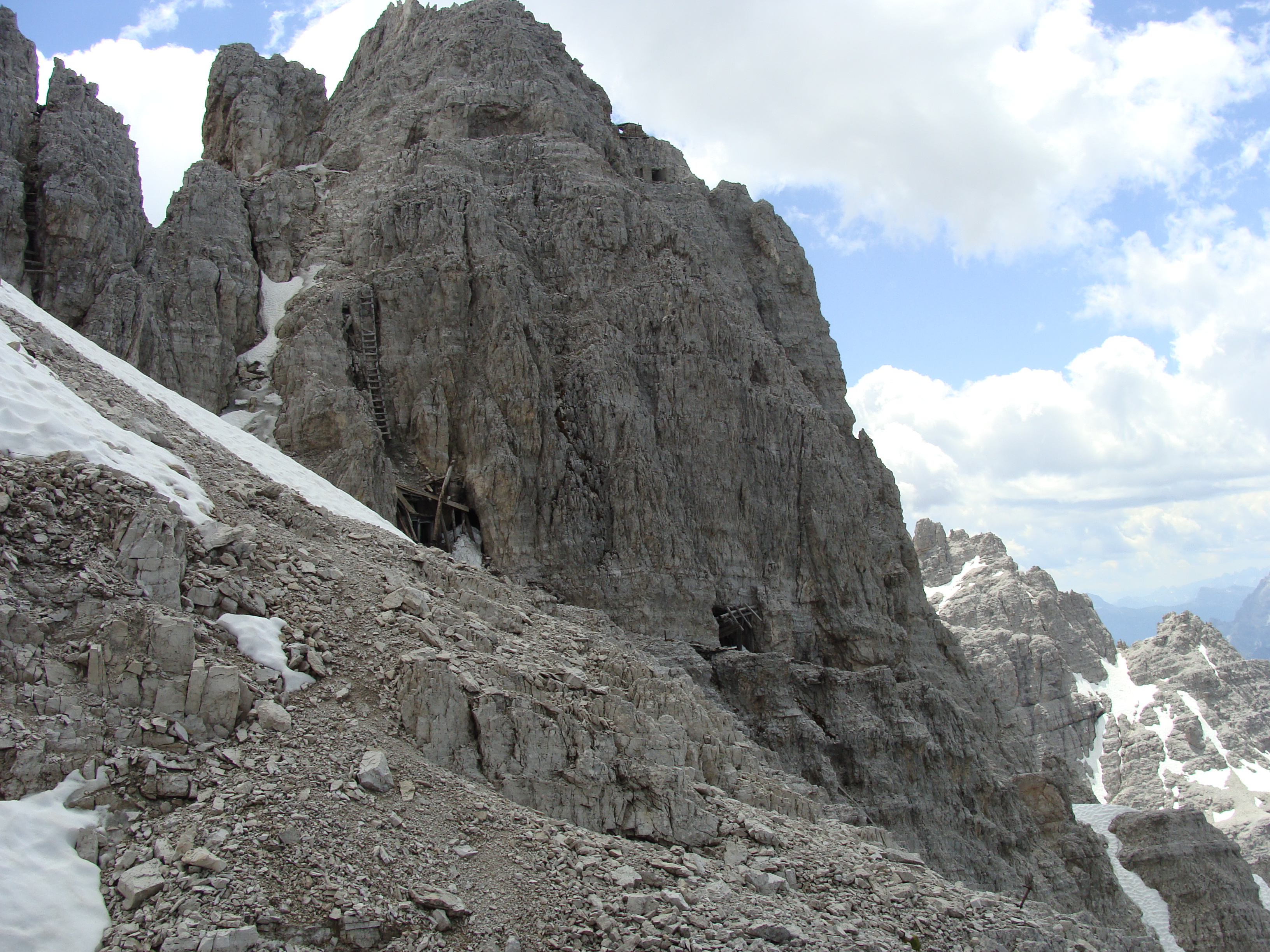
Reste österreichischer Stellungen im Ersten Weltkrieg in der Gipfelregion
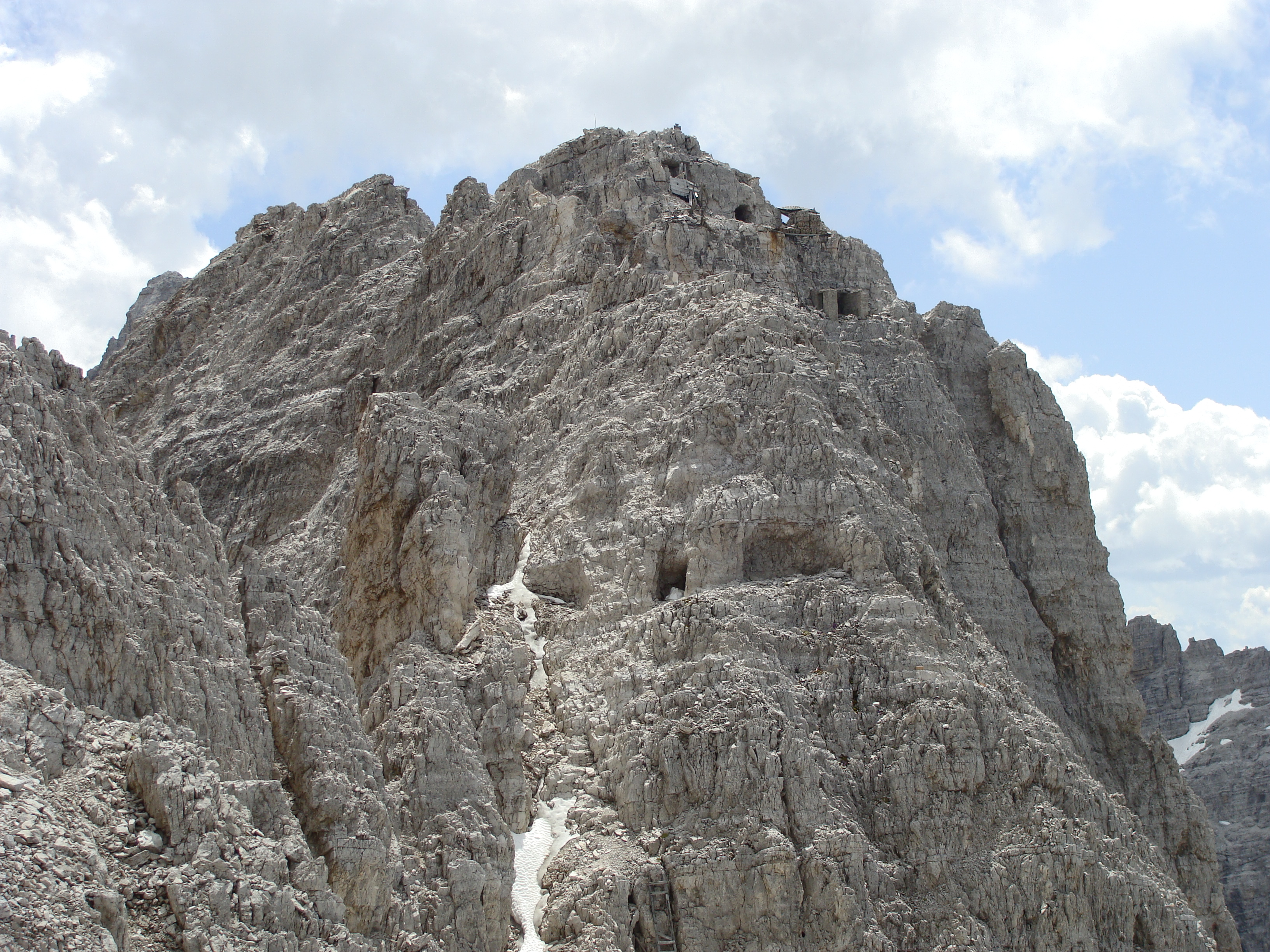
Reste österreichischer Stellungen im Ersten Weltkrieg in der Gipfelregion
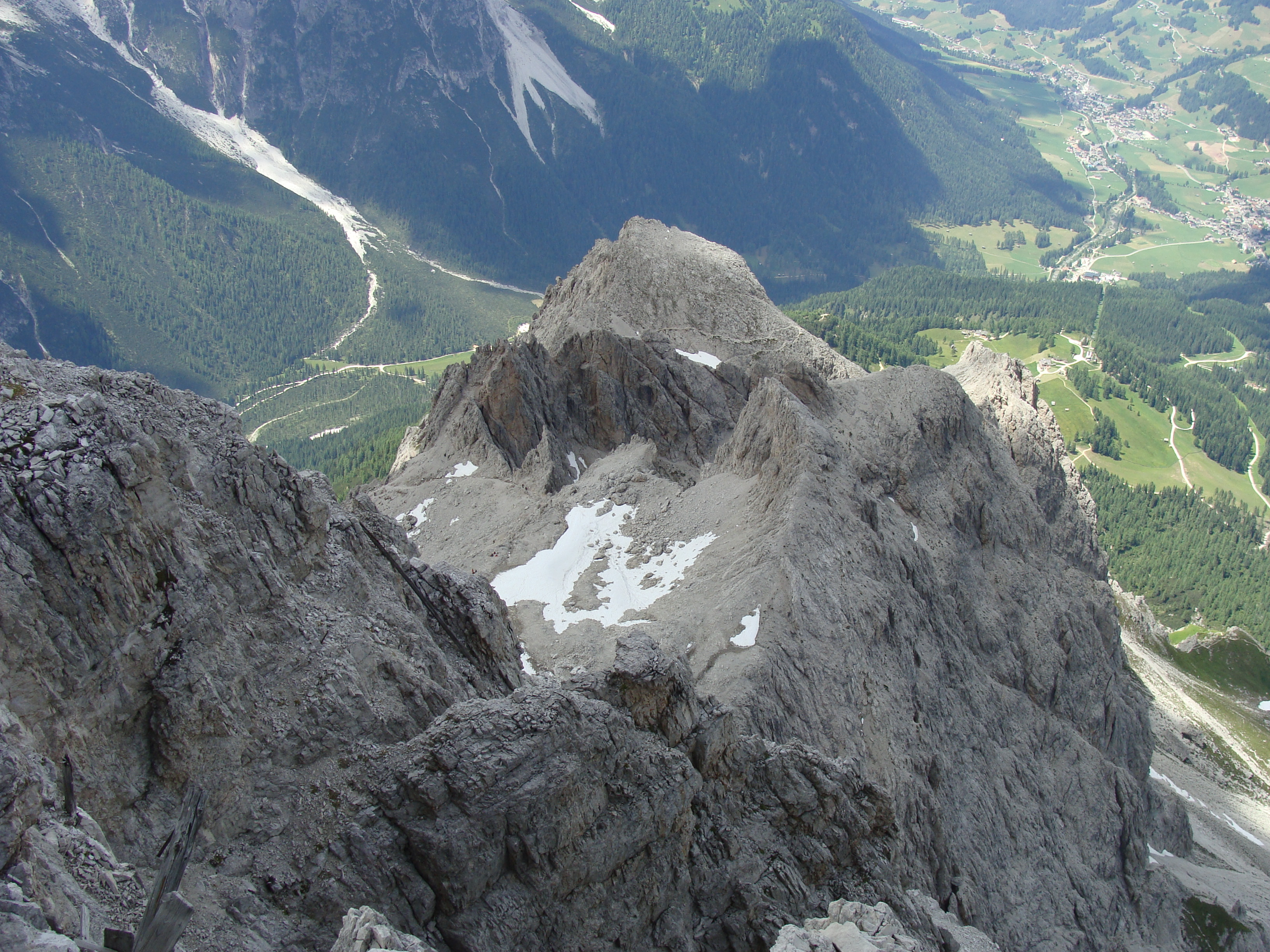
Blick vom Gipfel zum Prater/Sexten im Tal